# Hessea stenosiphon
Hessea stenosiphon är en amaryllisväxtart som först beskrevs av Deirdré Anne Snijman, och fick sitt nu gällande namn av D.Müll.-doblies och U.Müll.-doblies. Hessea stenosiphon ingår i släktet Hessea och familjen amaryllisväxter. Inga underarter finns listade i Catalogue of Life.